# Flistad, Linköpings kommun
Flistad är kyrkbyn i Flistads socken i Linköpings kommun i Östergötlands län. Den är belägen på Östgötaslätten 8 km väster om Ljungsbro.
I orten ligger Flistads kyrka.